# کرکتلکی
کرکتلکی (به مجاری:  Kerékteleki) یک شهرداری در مجارستان است که در ناحیه کیشبر واقع شده‌است. کرکتلکی ۲۹٫۴۶ کیلومتر مربع مساحت و ۷۰۸ نفر جمعیت دارد.